# Staraja Rajczicha
Staraja Rajczicha (ros. Старая Райчиха) – wieś (ros. seło) w południowo-wschodniej Rosji, terytorialnie i administracyjnie należąca do rejonu buriejskiego, w obwodzie amurskim. 
Według danych statystycznych z 2016 roku wieś Staraja Rajczicha zamieszkiwało 347 mieszkańców. 